# Sabu (wrestler)
Terrance Michael Brunk, meglio conosciuto come Sabu (New York, 12 dicembre 1964 – 11 maggio 2025), è stato un wrestler statunitense.
È famoso per i suoi trascorsi nella Extreme Championship Wrestling negli anni novanta, nella Total Nonstop Action dal 2002 al 2006 e nella World Wrestling Entertainment dal 2006 al 2007, dove ha militato nel roster della ECW.

## Carriera

### Allenamento e Frontier Martial–Arts Wrestling (1991–1993)
Brunk venne allenato da suo zio Ed Farhat (The Sheik). Iniziò la sua carriera nel wrestling nel 1985 nella federazione di The Sheik, Big Time Wrestling, e fu annunciato come proveniente dall'Arabia Saudita con il ring name di "Sabu the Elephant Boy" (il nome the Elephant Boy fu levato un paio di giorni più tardi rinominandolo semplicemente come "Sabu"). Durante gli anni 80, lottò per varie federazioni indipendenti a Memphis, nel Michigan, nell'Ohio, in Canada e alle Hawaii. Non fu mai annunciato come Terry Brunk, poiché il suo nome era molto simile a quello di Terry Funk.

### Extreme Championship Wrestling (1993–1995)
Brunk rivelò in un promo shoot e nel documentario Forever Hardcore che non fu Paul Heyman a portarlo nell'Extreme Championship Wrestling, ma che era nel posto giusto al momento giusto. In accordo con la storyline, Sabu a quei tempi spesso arrivava sul ring accompagnato da 911.

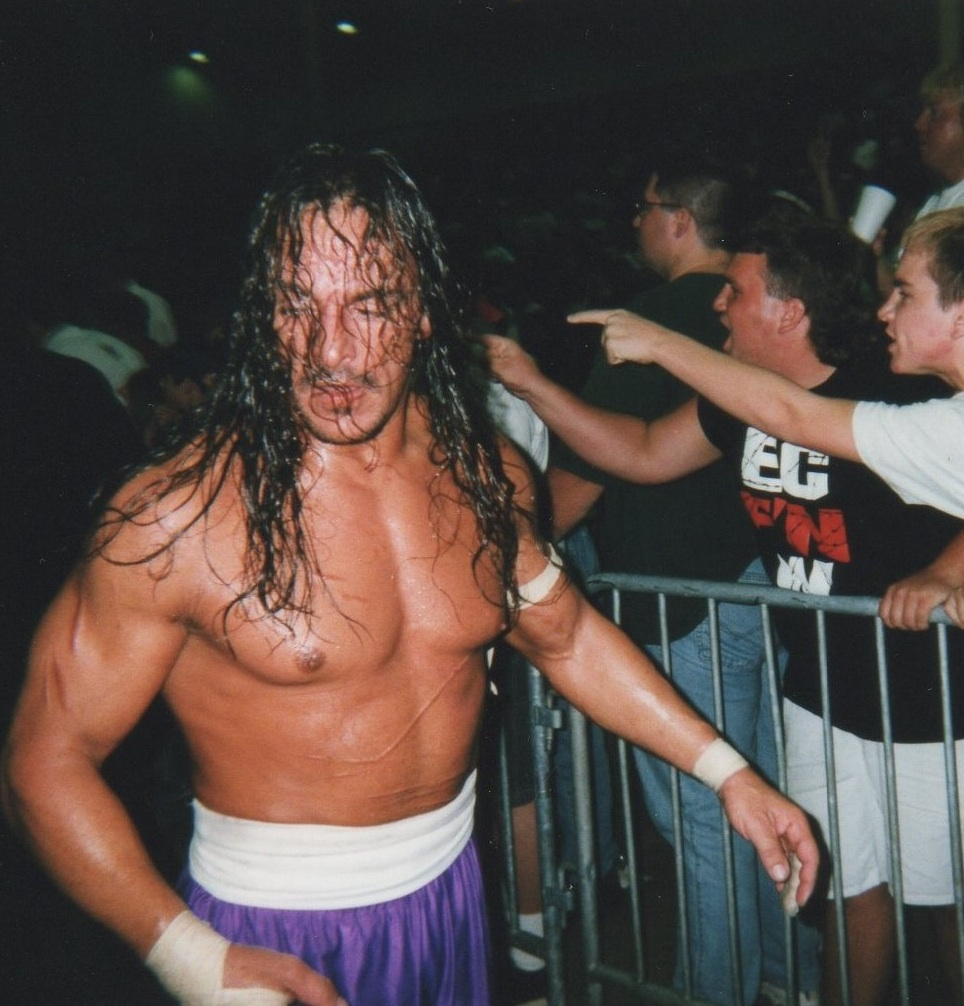
Sabu nel 1998 durante un evento ECW

Famoso soprattutto per la sua carriera nell'Hardcore wrestling, Sabu è molto popolare negli Stati Uniti. Tra i titoli conquistati da Sabu ci sono il ECW World Heavyweight Championship, il NWA World Heavyweight Championship, gli ECW Tag Team Championship con Rob Van Dam e con Taz, il IWGP Junior Heavyweight Championship e il XPW World Heavyweight Championship.
È diventato famoso grazie al suo stile di lotta estremo. Dopo il fallimento della ECW ha lottato anche nella Total Nonstop Action Wrestling nel 2002 per poi ritornarvi fra il 2004 e il 2006.

### WWE (2006-2007)

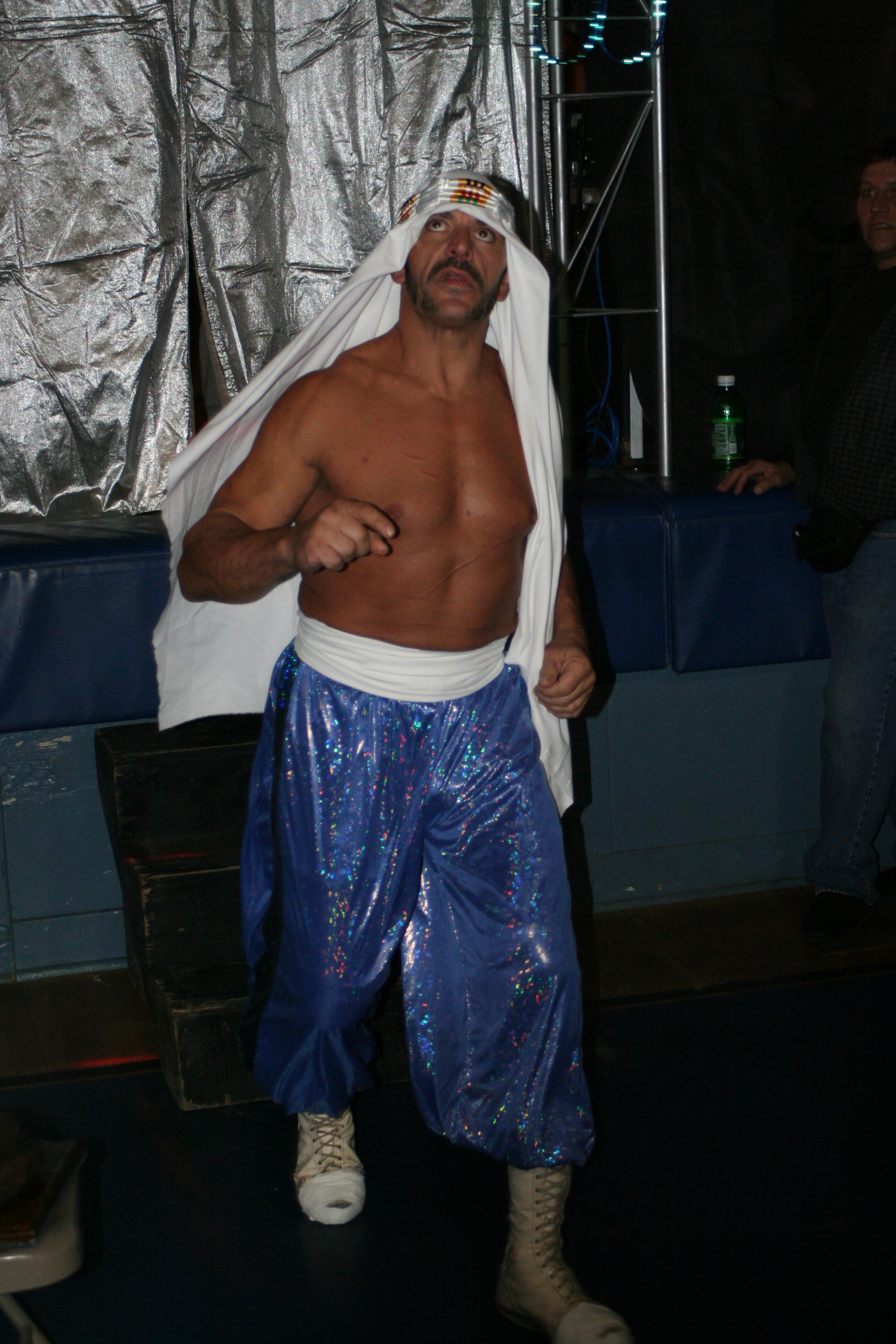
Sabu nel 2009

Alla fine dell'aprile del 2006 Sabu annuncia di avere firmato un contratto annuale con la World Wrestling Entertainment per far parte della rediviva ECW. A One Night Stand 2006, evento in onore della ECW, Sabu affronta Rey Mysterio in un match finito in pareggio.
Il 13 giugno vince una Extreme Battle Royal a dieci uomini nella prima puntata di ECW; con la vittoria della Battle Royal Sabu ottiene un match contro John Cena al Pay-per-view Vengeance. Al suo debutto in un Pay-per-view della WWE, Sabu viene sconfitto da Cena.
Il 2 luglio 2006, mentre stava viaggiando in auto con Rob Van Dam, è stato arrestato per possesso di droga. Il 5 luglio 2006 WWE.com ha annunciato che Sabu sarebbe stato multato per questo di 1000 dollari.
Alla fine di luglio Sabu ha iniziato a richiedere un match per il titolo mondiale detenuto da Big Show che Paul Heyman rifiutò di dargli. Sabu fu quindi costretto ad affrontare Kurt Angle in un match per determinare lo sfidante al titolo. Questo match fu però interrotto dall'intervento del rientrante Rob Van Dam, sospeso dalla federazione per un mese a seguito dell'arresto suo e di Sabu. Il match si ripeterà, questa volta con RVD al posto di Angle, ma a vincere è Sabu che guadagna l'occasione di affrontare Big Show per il titolo a SummerSlam. Sabu perde però sia il match di SummerSlam sia la conseguente rivincita a ECW on SciFi, quest'ultima per squalifica. Sabu doveva partecipare all Extreme Elimination Chamber di ECW December To Dismember, ma lo stesso giorno del ppv viene attaccato nel backstage e quindi fu sostituito da Hardcore Holly. Nel 2007 partecipò al Royal Rumble Match venendo eliminato da Kane dopo 5 minuti. Partecipò anche al match di qualificazione al Money In The Bank venendo però sconfitto da Mr Kennedy. Gli ECW Originals compreso Sabu ebbero una rivalità col New Breed. Le due stable si scontrano a Wrestlemania 23, dove vinsero i ECW Originals.
Il 16 maggio 2007 la WWE ha ufficializzato il licenziamento di Sabu.

### Ritorno in TNA (2010)
Ha riesordito in TNA nell'agosto 2010 al ppv Hardcore Justice perdendo contro Rob Van Dam. A No Surrender 2010 non riesce a diventare X Division Champion venendo battuto dal campione Douglas Williams. Dopo la ECW Originals ebbe una rivalità con la Fortune, e il match finale tra le due stable avvenne a Turning Point dove chi veniva schienato sarebbe stato licenziato. La Fortune vinse e Sabu fu quello schienato, quindi lasciò la TNA.

### Ultimo match (2025)
Il 18 aprile 2025 lottò nel suo ultimo match prima del ritiro all'evento Joey Janela's Spring Break 9 organizzato dalla federazione indipendente Game Changer Wrestling.

## Vita privata

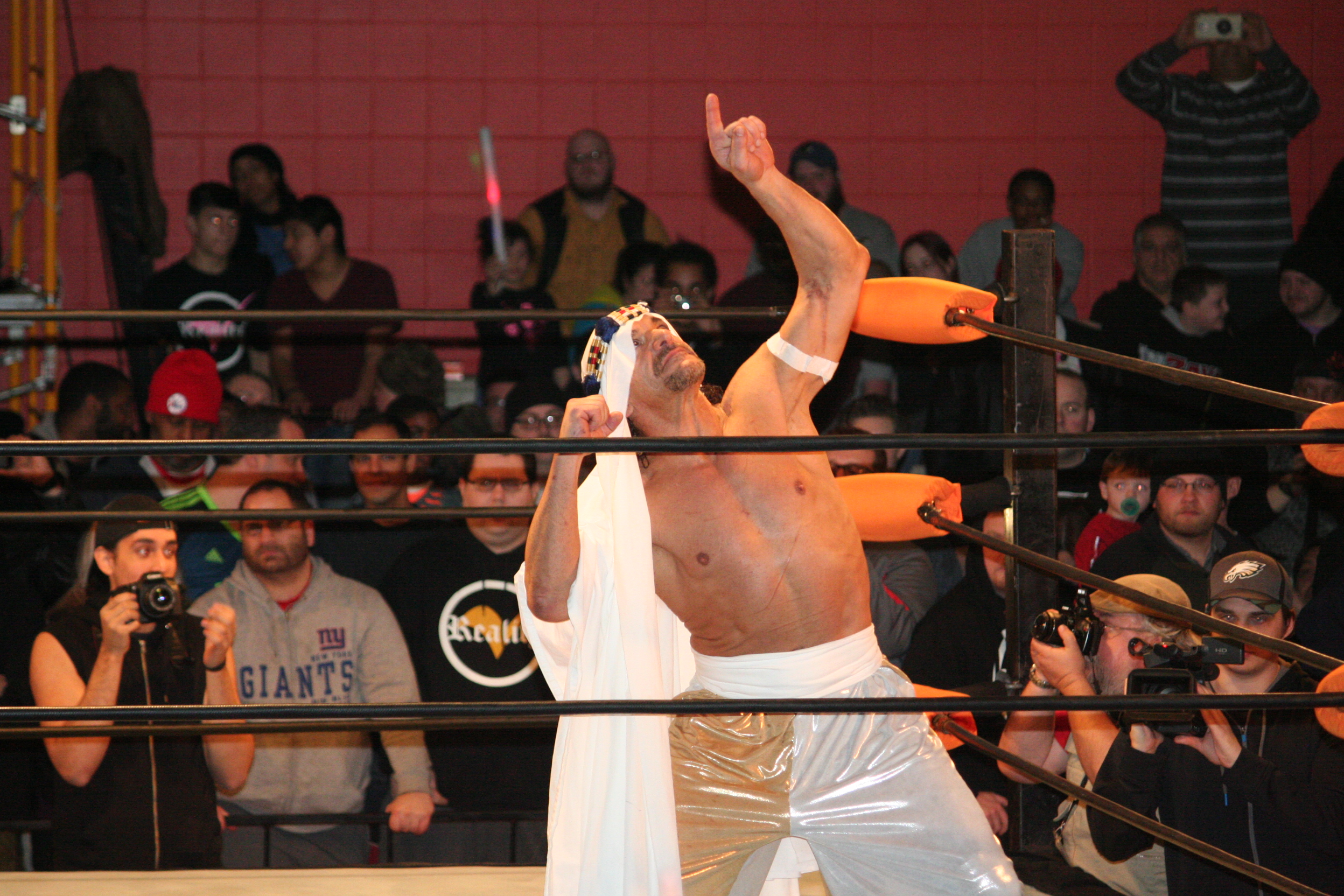
Sabu nel 2015

Il padre di Brunk era di origini irlandesi e tedesche, mentre la madre era originaria del Libano. Il 22 gennaio 1997 si sposò con una donna giapponese di nome Hitomi, ma si tenne anche una seconda cerimonia separata in Giappone il 12 dicembre 1998 a Tokyo. In seguito la coppia divorziò in data ignota. In Forever Hardcore, Brunk rivelò di avere scelto il nome "Sabu" prendendo ispirazione dall'attore indiano Sabu, del quale suo zio Ed Farhat era un grande fan.
Nel luglio 2016 si è costituito parte civile in una class action nei confronti della WWE, con l'avvocato Konstantine Kyros a rappresentare i querelanti. Nel settembre 2018 le cause sono state respinte dal giudice Vanessa Lynne Bryant, ma è stato presentato ricorso. Il contenzioso sostiene che la WWE ha deliberatamente nascosto i rischi di lesioni gravi e permanenti ai suoi atleti. Nel settembre 2020 il ricorso è stato respinto da una corte d'appello federale.
A metà degli anni 2010, Brunk iniziò a frequentare Melissa Coates, che iniziò anche a lavorare come sua valletta di wrestling fino alla morte di lei il 23 giugno 2021 a causa di complicazioni dovute al COVID-19. La donna morì nel sonno, all'età di 50 anni.

### Morte
È morto l'11 maggio 2025 all'età di 60 anni.

## Personaggio

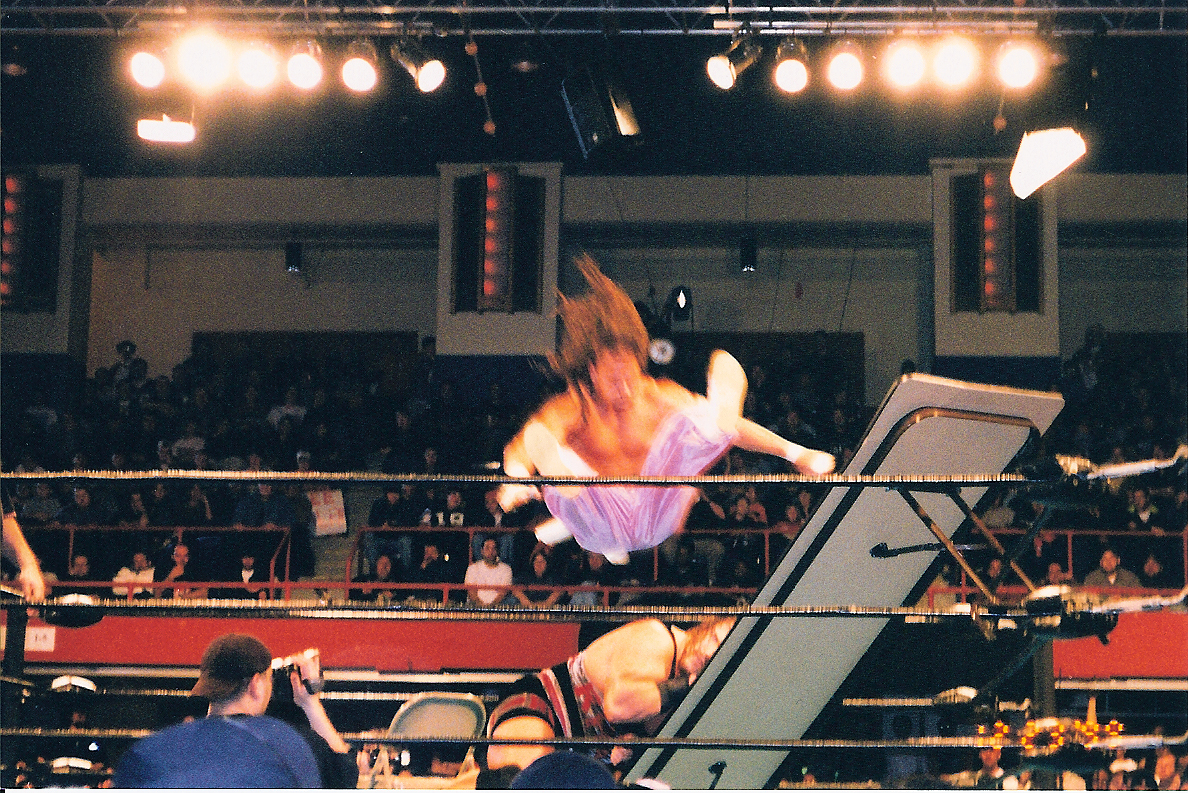
Sabu esegue lArabian Facebuster su Rhyno

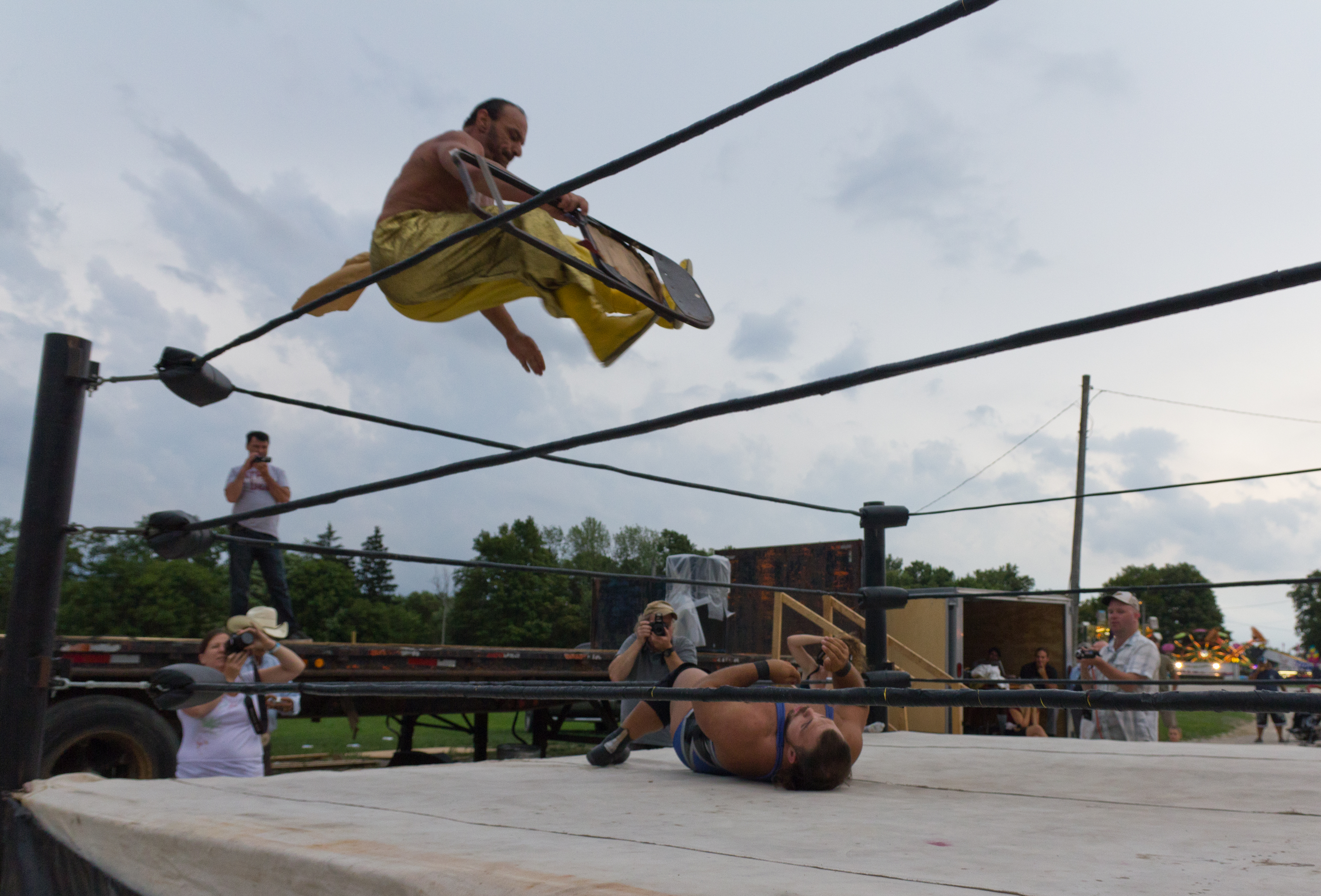
Sabu

Sabu era soprannominato "The Suicidal, Homicidal, Genocidal, Death–Defying Maniac" ("Il maniaco suicida, omicida, genocida, che sfida la morte") a causa del suo stile misto di wrestling hardcore e acrobatico. Alcune delle sue mosse includevano l'uso di una sedia d'acciaio, come l'Air Sabu (un calcio con il tallone a un avversario all'angolo, con l'assistenza di una sedia d'acciaio), l'Arabian Facebuster (un salto, un tuffo o una capriola con la gamba, conficcando una sedia d'acciaio in faccia all'avversario) o l'Arabian Skullcrusher (un salto, un tuffo o una capriola con la gamba, conficcando una sedia d'acciaio nella parte posteriore della testa dell'avversario, di solito attraverso un tavolo). Essendo stato allenato da suo zio, The Sheik, spesso usava anche la sua Arabian Clutch (una Camel Clutch) come mossa di sottomissione. Il suo personaggio parlava raramente; tuttavia, durante il periodo trascorso nella WWE, dovette parlare più di quanto avesse mai fatto.
Sabu è stato riconosciuto come un lottatore rivoluzionario per il lavoro svolto nella ECW.

### Mosse finali
- Arabian Facebuster (Jumping legdrop a volte con una sedia sotto le gambe)
- Arabian Piledriver (Scoop Slam Piledriver)
- Triple Jump Moonsault

## Titoli e riconoscimenti
Eastern Championship Wrestling / Extreme Championship Wrestling
- ECW FTW Heavyweight Championship (1)
- ECW World Heavyweight Championship (2)
- ECW World Tag Team Championship (3) - 1 con Taz e 2 con Rob Van Dam
- ECW World Television Championship (1)
- 2º ECW Triple Crown Championship

New Japan Pro-Wrestling
- IWGP Junior Heavyweight Championship (1)
- UWA World Junior Light Heavyweight Championship (1)

Pro Wrestling Illustrated
- 389º tra i 500 migliori wrestler singoli nella PWI 500 (1991)
- 239º tra i 500 migliori wrestler singoli nella PWI 500 (2011)
- 86º tra i 500 migliori wrestler singoli nella "PWI Years" (2003)

Hardcore Championship Wrestling
- HCW Heavyweight Championship (1)

Asylum Championship Wrestling
- ACW Heavyweight Championship (1)

Extreme Wrestling Alliace
- EWA Junior Championship (1)

European Wrestling Association
- EWA Junior Heavyweight Championship (2)

Frontier Martial-Arts Wrestling
- FMW World Martial Arts Tag Team Championship (1) - con Horace Boulder

Insane Wrestling Federation
- IWF Heavyweight Championship (2)

Juggalo Championship Wrestling
- JCW Heavyweight Championship (1)

Main Event Championship Wrestling
- MECW Heavyweight Championship (1)

Motor City Wrestling
- MCW Heavyweight Championship (1)

National Wrestling Alliance
- NWA Independent World Heavyweight Championship (1)

NWA Florida
- NWA World Heavyweight Championship (1)

National Wrestling Conference
- NWC Heavyweight Championship (2)

Professional Championship Wrestling
- PCW Television Championship (1)

Pro-Pan Pro Wrestling
- 3PW World Heavyweight Championship (1)

Stampede Wrestling
- Stampede Pacific Heavyweight Championship (1)

Ultimate Championship Wrestling
- UCW Heavyweight Championship (1)

United States Xtreme Wrestling
- UXW United States Heavyweight Championship (2)

Universal Wrestling Alliance
- UWA Heavyweight Champion (1)

World Wrestling Council
- WWC Hardcore Championship (1)
- WWC Universal Heavyweight Championship (1)

Wrestling Observer Newsletter Awards
- Readers' Favorite Wrestler (1994)

Xtreme Intense Championship Wrestling
- XICW Xtreme Championship (1)

Xtreme Latin American Wrestling
- X-LAW International Championship (1-Attuale)

Xtreme Pro Wrestling
- XPW World Heavyweight Championship (1)